# 森下駅 (福岡県)
森下駅（もりしたえき）は、福岡県北九州市八幡西区森下町にある、筑豊電気鉄道筑豊電気鉄道線の駅である。駅番号はCK06。

## 歴史
- 1956年（昭和31年）10月15日：駅開業。

## 駅構造
相対式ホーム2面2線を持つ地上駅である。無人駅。
| ホーム | 路線        | 行先                       | 備考 |
| ------ | ----------- | -------------------------- | ---- |
| 1      | ■筑豊電鉄線 | 永犬丸・楠橋・筑豊直方方面 |      |
| 2      | ■筑豊電鉄線 | 萩原・熊西・ 黒崎駅前方面  |      |

※実際には上記ののりば番号標はない、上記の番号は列車運転指令上の番線番号である。

## 利用状況
2021年度の1日平均乗降人員は420人である。
近年の1日平均乗車人員は以下の通りである。
| 乗降人員推移 | 乗降人員推移 |
| 年度         | 1日平均人数  |
| ------------ | ------------ |
| 2011         | 526          |
| 2012         | 524          |
| 2013         | 542          |
| 2014         | 509          |
| 2015         | 513          |
| 2016         | 519          |
| 2017         | 511          |
| 2018         | 534          |
| 2019         | 550          |
| 2020         | 373          |
| 2021         | 420          |

## 駅周辺
- 瀬板の森 北九州ゴルフコース
- 北九州市立八幡特別支援学校
- 鷹見神社
- 北九州市立竹末小学校
- 北九州市立鷹ノ巣幼稚園
- 辰龍軒(ラーメン店）

## 隣の駅
筑豊電気鉄道
■筑豊電気鉄道線
穴生駅 (CK05) - 森下駅 (CK06) - 今池駅 (CK07)